# Germán Tello
Germán Tello (* 21. Februar 1963) ist ein ehemaliger mexikanischer Fußballspieler auf der Position eines Stürmers. 

## Laufbahn
Den Großteil seiner Profikarriere verbrachte Tello beim in Mexiko-Stadt beheimateten  Club Universidad Nacional, mit dem er gleich in seiner ersten Saison 1980/81 die mexikanische Fußballmeisterschaft gewann. In den Spielzeiten 1984/85 und 1987/88 folgten zwei Endspielteilnahmen gegen den unmittelbaren Stadtrivalen Club América, die beide verloren wurden. Dabei waren die Pumas im ersten Finale von 1985 vom Schiedsrichtergespann massiv benachteiligt worden, wodurch sich die gegenseitige Animosität der beiden Vereine aus dem Bezirk Coyoacán zu einer der erbittertsten Rivalitäten im mexikanischen Vereinsfußball entwickelte. 
Die Saison 1987/88 war zudem mit insgesamt 14 Toren die persönlich erfolgreichste Spielzeit in der Karriere von Germán Tello, der allein in der Hinrunde neun Treffer erzielt hatte. 
Lediglich in der Saison 1985/86, die zur besseren Vorbereitung auf die im eigenen Land ausgetragene WM 1986 in zwei Sonderturnieren (Prode 85 und México 86) ausgespielt wurde, war Tello an den Ligakonkurrenten Atlético Morelia ausgeliehen, für den er insgesamt sechs Tore erzielte.
Nach seiner aktiven Laufbahn wurde Trello als Trainer tätig und betreute über einen längeren Zeitraum hinweg diverse Nachwuchsmannschaften seines langjährigen Vereins UNAM Pumas.